# Wild Youth
Wild Youth is een Ierse muziekgroep.

## Biografie
Wild Youth werd in 2016 in Dublin opgericht door vrienden Conor O'Donohoe, Callum McAdam, Ed Porter en David Whelan. De bandleden schrijven hun nummers ook samen. In mei 2017 kwam de debuutsingle All or nothing uit. Vanwege het succes van hun eerste nummers toerde de band vervolgens met Lewis Capaldi en Westlife. In 2019 bracht de band een ep uit met als titel The Last Goodbye.
De stijl van de band wordt beschreven als indiepop, met invloeden van rock, R&B en klassieke boybands.
Op 3 februari 2023 versloeg Wild Youth vijf andere inzendingen in Eurosong, de Ierse voorronde voor het Eurovisiesongfestival 2023. Hierdoor mocht de band met het nummer We are one Ierland vertegenwoordigen in het Britse Liverpool. Daar bleef de groep steken in de halve finale.